# Зезин, Александр Борисович
Александр Борисович Зезин (21 июля 1939, Москва — 10 сентября 2015, там же) — российский физикохимик, член-корреспондент РАН. Специалист в области химии высокомолекулярных соединений.

## Биография
Родился на Плющихе в семье инженера-химика. В 1956 году, окончив школу с серебряной медалью, поступил на химфак МГУ. Позднее защитил кандидатскую диссертацию на тему структуры и растворов полипептидов.
Доктор химических наук с 1977 года, член-корреспондент РАН с 30 мая 1997 г., заведующий кафедрой высокомолекулярных соединений химического факультета МГУ с 2007 года.
Умер 10 сентября 2015 года в Москве. Похоронен на Новодевичьем кладбище (участок 4).

## Вклад в науку
Вместе с коллегами и учениками изучал и развивал область интерполимерных взаимодействий и интерполимерных реакций, исследовал кинетику и механизмы реакции обмена и замещения полиэлектролитных процессов (1960—1970-е гг). Пионер в исследованиях комплексов полиэлектролит-ПАВ, полиэлектролитных гелей. Также объекты исследований — жидкокристаллические полимеры и композиты, взаимодействие линейных полиионов и заряженных амфифилов в противоположно заряженных полиэлектролитных сетках, контролируемый синтез макромолекул. Работал с академиком В. А. Каргиным и академиком В. А. Кабановым. Автор более 400 статей и 100 докладов на конференциях.

### Чернобыльские работы
Одно из ярких достижений в области полиэлектролитных материалов — успешное применение их (1986—1987) для уменьшения и предотвращения дальнейшего радиационного загрязнения после аварии на Чернобыльской АЭС. Вместе с биологами, почвоведами и другими специалистами разрабатывал и активно применял полимерные рецептуры для ликвидации радиационного излучения. Состав представлял собой водный раствор полимеров, поликатионов (в том числе полидиаллилдиметиламмоний-катион) и полианионов. Зезин консультировал и активно сотрудничал с японскими учеными, в частности, по вопросу решения проблемы аварии на АЭС Фукусима-1.

## Награды
- 2004 — медаль ордена «За заслуги перед Отечеством» II степени[3]
- 2010 — премия за 2009 год Международной академической издательской компании «Наука/Интерпериодика» за лучшую публикацию в издаваемых ею журналах[4]
- 2013 — Премия имени В. А. Каргина за работу «Интерполимерные взаимодействия и интерполимерные комплексы» (совместно с И. М. Патисовым и В. Б. Рогачёвой)